# Viljan
Viljan, Biljan ili Vilanje (mađ. Villány, nje. Willand, Wieland, srp. Вилањ) je gradić u južnoj Mađarskoj.
Zauzima površinu od 22,02 km četvorna.

## Zemljopisni položaj
Nalazi se na 45° 52' 8" sjeverne zemljopisne širine i 18° 27' 14" istočne zemljopisne dužine, istočno od Vilanjske planine.
Susjedna naselja su Keveša, Jakobovo, Mali Budmir, Pócsa, Marok, Viraguš i Madžarboja.

## Upravna organizacija
Upravno pripada Šikloškoj mikroregiji u Baranjskoj županiji. Poštanski broj je 7773.

## Promet
Biljan je željezničko čvorište. Prema jugu se pruža prometnica željeznička pruga Viljan – Madžarboja – Beli Manastir – Osijek i pruga koja vodi prema Barči. Sjevernim dijelom prolazi pruga Pečuh – Mohač.

## Gospodarstvo
Viljanska okolica je poznato vinogradarsko područje.

## Stanovništvo
Viljan ima 2793 stanovnika (2001.). Mađari su većina. U Viljanu živi 12,9% Nijemaca, koji imaju manjinsku samoupravu. Manjinsku upravu imaju i Srbi, kojih je 0,2%. U Vilanju još žive i Romi, kojih je 0,2%, Hrvati, kojih je 0,5% te ostali. Preko tri četvrtine stanovnika su rimokatolici, nešto manje od desetine kalvinisti, 1,3% luterana, 0,5% grkokatolika te ostali.

## Vanjske poveznice
- Viljan na fallingrain.com